# Xã Burton, Quận McHenry, Illinois
Xã Burton (tiếng Anh: Burton Township) là một xã thuộc quận McHenry, tiểu bang Illinois, Hoa Kỳ. Năm 2010, dân số của xã này là 5.003 người.